# 칙 웹
칙 웹(Chick Webb, 1905년 2월 10일 ~ 1939년 6월 16일)은 밴드리더이자 미국의 재즈와 스윙 음악 드러머였다.